# 2004 EG96
2004 EG96, também escrito como 2004 EG96, é um corpo menor que está localizado no disco disperso, uma região do Sistema Solar. Este corpo celeste está em uma ressonância orbital de 2:5 com o planeta Netuno. Ele possui uma magnitude absoluta de 7,9 e tem um diâmetro estimado com 116 km.

## Descoberta
2004 EG96 foi descoberto no dia 14 de março de 2004 pelo astrônomo Marc W. Buie.

## Órbita
A órbita de 2004 EG96 tem uma excentricidade de 0,023 e possui um semieixo maior de 43,027 UA. O seu periélio leva o mesmo a uma distância de 32,057 UA em relação ao Sol e seu afélio a 80,022 UA.